# Епархия Кета-Акатси
 Епархия Кета-Акатси (лат.  Dioecesis Ketaënsis-Akatsiensis) — епархия Римско-Католической Церкви c центром в городе Акатси, Гана. Епархия Акатси входит в архиепархию Аккры.

## История
15 марта 1923 года Святым Престолом был образован Апостольский викариат Верхней Вольты, выделившийся из Апостольского викариата Золотого Берега (сегодня — Архиепархия Кейп-Коста) и архиепархии Ломе.
18 апреля 1950 года Римский папа Пий XII издал буллу «Laeto accepimus», которой преобразовал апостольский викариат Верхней Вольты в епархию Кета. 23 апреля 1956 года епархия Кета уступила часть своей территории новой епархии Навронго (сегодня — Епархия Навронго-Болгатанга). 20 июня 1975 года епархия Кета была переименована в епархию Кета-Хо.
19 декабря 1994 года Римский папа Иоанн Павел II издал буллу «Venerabiles Fratres», которой разделил епархию Кета-Хо на две епархии: епархия Хо и епархия Ясикана и переименовал в епархию Кета-Акатси.

## Ординарии епархии
- епископ Augustin Hermann (26.03.1923 — 8.04.1945);
- Joseph Gerald Holland (11.07.1946 — 7.05.1953);
- Antoon Konings (21.02.1954 — 10.04.1976);
- Francis Anani Kofi Lodonu (10.04.1974 — 19.12.1994);
- Anthony Kwami Adanuty (19.12.1994 — по настоящее время).

## Источник
- Annuario Pontificio, Libreria Editrice Vaticana, Città del Vaticano, 2003, ISBN 88-209-7422-3
- Булла Laeto accepimus, AAS 42 (1950), стр. 615  (лат.)
- Булла Venerabiles Fratres  (лат.)